# 塞迪莱斯
塞迪莱斯，是西班牙阿拉贡自治区萨拉戈萨省的一个市镇。 总面积12平方公里，总人口102人（2001年），人口密度9人/平方公里。